# Nord-Ouest (Kameroen)
Nord-Ouest (Engels: Northwest Region) is een van de tien regio's van Kameroen en ligt in het noordwesten van dat land. De provinciale hoofdstad is Bamenda. Nord-Ouest is bijna 18.000 vierkante kilometer groot en telde in 2005 twee miljoen inwoners. North-Ouest vormt samen met de regio Sud-Ouest het Engelstalige gedeelte van Kameroen.

## Grenzen
Nord-Ouest grenst ten noorden aan buurland Nigeria. Verder heeft de regio in het oosten een korte grens met de regio Adamaoua. In het zuiden wordt Nord-Ouest begrensd door Ouest en in het westen door Sud-Ouest.

## Departementen
De regio is verder verdeeld in zeven departementen:
- Boyo
- Bui
- Donga-Mantung
- Menchum
- Mezam
- Momo
- Ngo-Ketunjia

Adamaoua · Centre · Est · Extrême-Nord · Littoral · Nord · Nord-Ouest · Sud · Sud-Ouest · Ouest